# João Pedro Maturano dos Santos
João Pedro Maturano dos Santos (Presidente Bernardes, 15 november 1996) - kortweg João Pedro – is een Braziliaans voetballer die bij voorkeur als rechtsback speelt. Hij staat onder contract bij Palmeiras, waar hij in 2014 doorstroomde vanuit de eigen jeugdopleiding.

## Clubcarrière
João Pedro is afkomstig uit de jeugdacademie van Palmeiras. Op 18 september 2014 maakte hij zijn opwachting in de Braziliaanse Série A in de thuiswedstrijd tegen Flamengo. Hij speelde de volledige wedstrijd, die eindigde op een 2–2 gelijkspel. Op 12 oktober 2014 maakte de rechtsachter zijn eerste competitietreffer tegen Grêmio. Die treffer werd tevens het winnende doelpunt voor de thuisploeg.

## Interlandcarrière
In 2015 speelde Marcos Guilherme met Brazilië –20 op het Zuid-Amerikaans kampioenschap voor spelers onder 20 jaar in Uruguay, waarin hij vier wedstrijden meespeelde.